# Mary Shapard

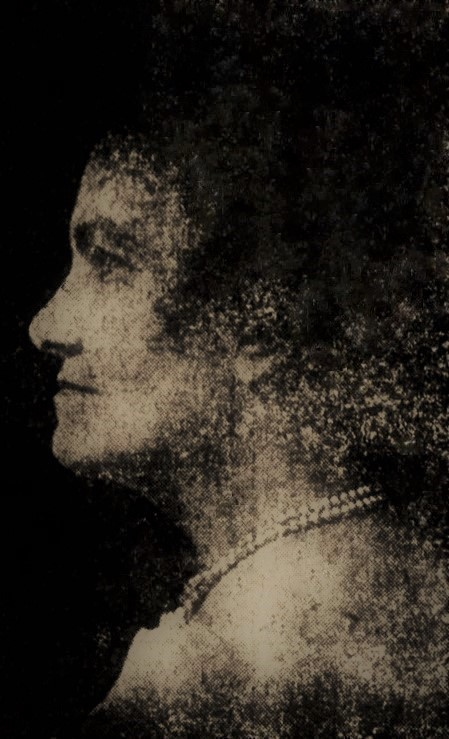
Mary Shapard (um 1918)

Mary Shapard (bl. 1913–1918), auch Mary Ligon Christensen bzw. Mary L. Christensen, war eine US-amerikanische Friedensaktivistin.

## Leben
Shapards Lebensdaten liegen im Dunkeln. Bis mindestens 1913 hieß sie Mary Ligon Christensen und heiratete dann Charles R. Shapard, woraufhin sie dessen Nachnamen annahm. Danach war sie mitunter auch als Mrs. Charles R. Shapard geläufig. Sie war eine Urenkelin von Don Carlos Barrett (1788–1838), einer politischen Figur in den ersten Jahren der Republik Texas. Zeitweise lebte sie in Wichita Falls, zeitweise in Houston. Bereits dort war sie in verschiedensten Vereinen aktiv. Explizit bekannt ist für die 1910er ein Engagement Shapards / Christensens unter anderem bei der Texas Federation of Women’s Clubs, anderen Frauengruppen und Lehrerverbänden. Bei der Texas Federation of Women’s Clubs war sie in den 1910ern Vorsitzende des Friedenskomitees. Anfang des Jahrzehnts war sie zudem Teil eines Komitees, das sich mit einer Reform des öffentlichen Dienstes beschäftigte.
Noch vor ihrer Heirat beauftragte sie den Historiker Eugene C. Barker, ein Porträt ihres Urgroßvaters Don Carlos Barrett zu verfassen, der eigentlich in einem Sammelband der Texas Federation of Women’s Clubs erscheinen sollte. Da dieser aber nicht veröffentlicht wurde, veröffentlichte Barker das Porträt 1916 im The Southwestern Historical Quarterly. Später war sie maßgeblich an einem erfolgreichen Vorschlag an die texanische Regierung beteiligt, den 18. Mai zum Texas Peace Day zu machen. Persönlich übergab Shapard den Vorschlag dem damaligen texanischen Gouverneur Oscar Branch Colquitt. Daneben soll sie sich „wie niemand sonst“ für die Etablierung der Friedensforschung in Texas eingesetzt haben. Durch ihr Engagement habe die University Interscholastic League der University of Texas für zwei Jahre einen Friedensforschungskurs in ihr Programm aufgenommen.
Am 10. Dezember 1918 nominierte sie der Politiker Morris Sheppard, Senator für Texas im US-Senat, für den Friedensnobelpreis. Er bezog sich auf einen Vorschlag von Shapard aus dem Jahre 1913, in die sie eine „League of Nations“ vorgeschlagen habe, um „universalen Frieden“ herzustellen und „die Kosten des Militarismus“ zu senken. Sheppard betonte, dass Shapards Vorschlag damals ein breites, weithin positives Echo erfahren habe. Die texanische Presse habe den Plan unterstützt und Shapard ehrenhalber in deren Organisation aufgenommen habe. Zudem hätten die texanischen Medien einen Brief an den damaligen US-Präsidenten Woodrow Wilson geschrieben, in dem Wilson Shapards Plan vorgelegt worden sei, mit der Bitte, in entsprechender Weise „gegenüber den Regierungen der Welt den Vorschlag zu machen, in die Diskussion über die Gründung eines solchen Formates einzusteigen“. Im Gegensatz zu Rosika Schwimmer, die Wilson ähnliche Pläne vorgelegt hatte, erhielt Shapard nie eine Einladung ins Weiße Haus. Senator Sheppard schrieb weiter, dass jetzt, wo Präsident Wilson auf der Pariser Friedenskonferenz ein ähnliches Konzept – den späteren Völkerbund – vorschlagen wolle, sei es nur gerecht, dass Shapard als Vordenkerin den Friedensnobelpreis erhalte. Shapard schaffte es allerdings 1919 nicht in die Shortlist; der Preis dieses Jahres ging ironischerweise an Woodrow Wilson für seinen Völkerbund-Vorschlag. Ingunn Norderval, die 2021 ein Buch über Women and the Nobel Peace Price schrieb, zählte Shapard neben Jane Addams und Rosika Schwimmer zu den Vorreiterinnen der Idee eines Völkerbundes.
1918 gab Shapard gegenüber der Houston Post an, an einem Buch mit dem Titel Patriotic War Women and War Mothers of America zu schreiben. Dazu äußerte sie sich:

“We are today living in a period of prejudice and misrepresentation. England and France have their historians and photographers at the front, so as to keep the record straight, and now is the time to give a correct register of the American women who are so patriotically responding to our country’s needs.”

„Wir leben heute in einer Zeit von Vorurteil und Verzerrung. England und Frankreich haben ihre Historiker und Fotografen an der Front, also um die Dinge richtigzustellen, ist jetzt die Zeit, ein richtiges Verzeichnis amerikanischer Frauen zu erstellen, die so patriotisch auf die Bedürfnisse unseres Landes reagieren.“